# Jérôme Duhamel
Pour les articles homonymes, voir Duhamel.
 (décembre 2012).
Si vous disposez d'ouvrages ou d'articles de référence ou si vous connaissez des sites web de qualité traitant du thème abordé ici, merci de compléter l'article en donnant les références utiles à sa vérifiabilité et en les liant à la section « Notes et références ».
Jérôme Duhamel est un journaliste et écrivain français né le 22 novembre 1949 à Paris et mort le 8 avril 2015 à Châteauneuf-les-Bains (Puy-de-Dôme).

## Biographie
Jérôme Duhamel a débuté comme reporter-journaliste à Paris Match en 1970. À ce titre, il a couvert la mort du Général de Gaulle et celle de Bourvil. Ses reportages l’amèneront à voyager dans le monde entier (Viêt Nam, États-Unis, Afrique du Sud, U.R.S.S, Israël et Moyen-Orient, Inde, Japon…), et à interviewer des personnalités telles que Picasso peu avant sa mort, François Mitterrand, le Shah d'Iran, Georges Pompidou, Jean Rostand, Jean-Paul Sartre, Jean Gabin, Simone Signoret, etc.
C'est en 1985 que paraît son premier ouvrage, Le Grand Méchant Dictionnaire, encyclopédie thématique et ironique dont le succès devra beaucoup à l'invitation de Bernard Pivot sur le plateau d’Apostrophes. Pierre Desproges, dont deux cent cinquante citations se retrouvent dans l'ouvrage, écrira : « Un Grand Méchant Dictionnaire dont l'auteur (!), très célèbre dans sa famille, s'est contenté de ponctionner sans vergogne, dans la mangeoire des autres, le millet pour son gésier ». De 1989 à 2004, Jérôme Duhamel devient responsable éditorial chez Albin Michel, et à ce titre publie Cavanna, Wolinski, Cabu, Michel Oliver, Salvatore Adamo, etc. Parallèlement, il publie une trentaine d'ouvrages personnels, certains à teneur humoristique mais aussi bon nombre de livres de références.
De 1999 à 2004, il participe comme chroniqueur à l'émission quotidienne de France Inter, Le Fou du roi.
Il publie en 2010 un essai intitulé C'était mieux avant et, en 2012, son premier roman, L'Heure où les loups vont boire : le clan Pasquier 1939-1940.
Jérôme Duhamel est le petit-fils de l'écrivain Georges Duhamel et de l'actrice  Blanche Albane. Son père était le professeur de chirurgie  Bernard Duhamel, et son oncle le compositeur  Antoine Duhamel. Il est aussi le filleul de l'écrivain François Mauriac.
Il meurt le 8 avril 2015, à son domicile du Puy-de-Dôme, et enterré à Valmondois[réf. nécessaire], le village de son grand-père, Georges, et de son oncle, le compositeur Antoine Duhamel.

## À la suite du «clan Pasquier»
Tout au long des années 1930, Georges Duhamel avait publié en dix volumes la saga de la famille Pasquier (en fait, sa propre histoire et celle de sa famille), qui s'interrompait à la fin des années 1920.
En 2012, avec son roman L'Heure où les loups vont boire, Jérôme Duhamel imagine une suite aux aventures des personnages de son grand-père, : Laurent Pasquier, François Desqueyroux, Paul Léautaud, le sergent Fulbert dit Cosinus, le maréchal Pétain, etc. évoluent de l'aube de la Seconde Guerre mondiale au début de l'Occupation allemande. Œuvre d'imagination, mais basée sur des archives inédites de Duhamel et Mauriac, ce roman permet à son auteur non seulement de brosser un tableau cruel des mœurs littéraires et politiques de l'époque, mais aussi de révéler certains détails historiques, largement ignorés jusqu'à maintenant.